# Drosera banksii
Espèce
Classification phylogénétique
Répartition géographique
Drosera banksii est une espèce végétale de la famille des Droseraceae.